# Megalopta ochrias
Megalopta ochrias är en biart som först beskrevs av Joseph Vachal 1904.  Megalopta ochrias ingår i släktet Megalopta och familjen vägbin. Inga underarter finns listade i Catalogue of Life.